# Lanište (Kačanik)
Pour les articles homonymes, voir Lanište.
Llanishtë en albanais et Lanište en serbe latin (en serbe cyrillique : Ланиште) est une localité du Kosovo située dans la commune/municipalité de Kaçanik/Kačanik, district de Ferizaj/Uroševac (Kosovo) ou district de Kosovo (Serbie). Selon le recensement kosovar de 2011, elle compte 172 habitants, tous albanais.

## Démographie

### Évolution historique de la population dans la localité
| 1948 | 1953 | 1961 | 1971 | 1981 | 1991 | 2011 |
| ---- | ---- | ---- | ---- | ---- | ---- | ---- |
| 133  | 155  | 144  | 124  | 150  | 187  | 172  |

|  |